# Daniel Ricciardo
Daniel Joseph Ricciardo (Perth, Australija, 1. srpnja 1989.) australski je vozač Formule 1. Od 2023. ima ulogu testnog vozača za momčad Red Bull. Godine 2008. osvojio je naslov u Sjevernoeuropskoj Formuli Renault 2.0. U Formuli 1 se kao vozač natjecao od 2011. do 2022., a dosad je upisao osam pobjeda.

## Početak utrkivanja
Ricciardo je trkaću karijeru započeo u kartingu s devet godina. U natjecanje jednosjeda krenuo je 2005. godine. Krenuo je s australskom Formulom Ford, da bi se iduće sezone natjecao u azijskoj Formuli BMW. Dva puta pobjeđuje, te s još osam postolja završava treći u ukupnom poretku. Te sezone natjecao se i u britanskoj Formuli BMW.
Godine 2007. odlazi u Formulu Renault, gdje osvaja jedno pobjedničko postolje u Valenciji, te završava na šestom mjestu u ukupnom poretku. Sljedeće sezone natjeće se u istoj kategoriji, te u seriji Formula Renault Western European Cupu. Europsku seriju završio je na drugom mjestu u ukupnom poretku, dok u Formuli Renault WEC, s osam pobjeda, osvaja prvi naslov prvaka. Ricciardo je u to vrijeme već bio član Red Bullove juniorske momčadi. 
U sezoni 2009. natječe se u britanskoj Formuli 3. Sa šest pobjeda osvaja drugi naslov u samo dvije godine. Na kraju godine pozvan je da vozi Red Bullov bolid na testiranju za mlade vozače, a 2010. je potvrđen za rezervnog vozača te momčadi u Formuli 1. Iako nijednom nije morao uskočiti umjesto Marka Webbera i Sebastiana Vettela, drugu je godinu zaredom imao priliku voziti Red Bullov F1 bolid na testiranju za mlade vozače. Iste godine završava drugi u ukupnom poretku Formule Renault 3.5.

## Formula 1

### Hispania (2011.)
2011.
Ricciardo je u 2011. nastavio natjecanje u Formuli Renault, a u Formuli 1 je osigurao mjesto redovnog vozača u Toro Rossu, ali prve nastupe ostvaruje za momčad HRT F1 koja je s Red Bullom potpisala dogovor o suradnji. Momčadski kolega mu je bio Talijan Vitantonio Liuzzi, a u 11 nastupa, Ricciardo nije uspio osvojiti bodove.

### Toro Rosso (2012. – 2013.)
2012.
Sljedeće sezone vozi za Toro Rosso. Momčadski kolega mu je Francuz Jean-Éric Vergne, a tijekom sezone osvaja 10 bodova, te sezonu završava na 18. mjestu. 
2013.
Sljedeće sezone vozi za istu momčad, osvaja 20 bodova, te završava sezonu na 14. mjestu. Nakon odlične sezone osigurao je mjesto u prvoj momčadi uz četverostrukog prvaka Sebastiana Vettela, a kao zamjena Australca Marka Webbera. 

### Red Bull (2014. – 2018.)
2014.
Na Velikoj nagradi Kanade u Montrealu ostvaruje svoju prvu pobjedu u Formuli 1, a tijekom sezone još pobjeđuje na VN Mađarske na Hungaroringu i VN Belgije na Spa-Francorchampsu. Sezonu završava na 3. mjestu s 238 bodova. Ricciardo je bio jedini vozač te sezone koji je pobijedio dominantne Mercedese.
2015.
Nakon odlaska Vettela u Ferrari, u momčad dolazi Rus Daniil Kvyat. Sezona je za Red Bull bila lošija nego prethodna. Ricciardo uspijeva osvojiti postolja na tek dvije utrke u sezoni, VN Mađarske i VN Singapura. Sezonu završava na osmom mjestu s 92 boda.
2016.
Sljedeća sezona je bila bolja od prethodne. Na VN Malezije dolazi do svoje četvrte pobjede u karijeri. S još dodatnih 7 postolja i 256 bodova te sezone uspijeva završiti 3. u poretku vozača. Te sezone mu je u momčad došao novi kolega Max Verstappen koji je zamijenio Danilla Kvyata nakon samo 4 utrke. 
2017.
U 2017. godini nije počeo najbolje sezonu. Odustao je na VN Australije, svojoj domaćoj utrci te je do postolja došao tek u petoj utrci sezone kada završava 3. na VN Španjolske. Na VN Azerbajdžana je senzacionalnom vožnjom startavši s 10. mjesta uspio prvi proći ciljem i pobijediti po prvi put u 2017. godini. Uz tu pobjedu se još penjao 7 puta na pobjedničko postolje i završio je 5. u poretku vozača s 200 bodova. 
2018.

### Renault (2019. – 2020.)
2019.

2020.

### McLaren (2021. - 2022.)
2021.

2022.

### Red Bull testni vozač (2023.)
2023.
Nakon odlaska iz McLarena krajem 2022. Ricciardo se odlučio vratiti u momčad Red Bull kao treći vozač za sezonu 2023. Uloga će mu biti promocija momčadi te vožnja u simulatoru.

## Rezultati
| Sezona                     | Prvenstvo                        | Momčad                       | Šasija          | Motor                             | Utrke | Pobjede | Podiji | Bodovi | Plasman |
| -------------------------- | -------------------------------- | ---------------------------- | --------------- | --------------------------------- | ----- | ------- | ------ | ------ | ------- |
| 2009.                      |                                  |                              |                 |                                   |       |         |        |        |         |
| Britanska Formula 3        | Carlin Motorsport                | Dallara F308                 | Volkswagen      | 20                                | 7     | 13      | 275    | 1.     |         |
| Formula Renault 3.5 Series | Tech 1 Racing                    | Dallara FR35                 | Renault         | 2                                 | 0     | 0       | 0      | 34.    |         |
| 2010.                      |                                  |                              |                 |                                   |       |         |        |        |         |
| Formula Renault 3.5 Series | Tech 1 Racing                    | Dallara T08                  | Nissan VQ35     | 16                                | 4     | 8       | 136    | 2.     |         |
| 2011.                      | Formula Renault 3.5 Series       | ISR Racing                   | Dallara T08     | Nissan VQ35                       | 12    | 1       | 6      | 144    | 5.      |
| 2011.                      | FIA Svjetsko prvenstvo Formule 1 | HRT F1 Team                  | HRT F111        | Cosworth CA2011 2.4 V8            | 11    | 0       | 0      | 0      | 27.     |
| 2012.                      | FIA Svjetsko prvenstvo Formule 1 | Scuderia Toro Rosso          | Toro Rosso STR7 | Ferrari 056 2.4 V8                | 20    | 0       | 0      | 10     | 18.     |
| 2013.                      | FIA Svjetsko prvenstvo Formule 1 | Scuderia Toro Rosso          | Toro Rosso STR8 | Ferrari 056 2.4 V8                | 19    | 0       | 0      | 20     | 14.     |
| 2014.                      | FIA Svjetsko prvenstvo Formule 1 | Infiniti Red Bull Racing     | Red Bull RB10   | Renault Energy F1-2014 1.6 V6 t h | 19    | 3       | 8      | 238    | 3.      |
| 2015.                      | FIA Svjetsko prvenstvo Formule 1 | Infiniti Red Bull Racing     | Red Bull RB11   | Renault Energy F1-2015 1.6 V6 t h | 19    | 0       | 2      | 92     | 8.      |
| 2016.                      | FIA Svjetsko prvenstvo Formule 1 | Red Bull Racing              | Red Bull RB12   | TAG Heuer 1.6 V6 t h              | 21    | 1       | 8      | 256    | 3.      |
| 2017.                      | FIA Svjetsko prvenstvo Formule 1 | Red Bull Racing              | Red Bull RB13   | TAG Heuer 1.6 V6 t h              | 20    | 1       | 9      | 200    | 5.      |
| 2018.                      | FIA Svjetsko prvenstvo Formule 1 | Aston Martin Red Bull Racing | Red Bull RB14   | TAG Heuer 1.6 V6 t h              | 21    | 2       | 2      | 170    | 6.      |
| 2019.                      | FIA Svjetsko prvenstvo Formule 1 | Renault F1 Team              | Renault R.S.19  | Renault E-Tech 19 1.6 V6 t h      | 21    | 0       | 0      | 54     | 9.      |
| 2020.                      | FIA Svjetsko prvenstvo Formule 1 | Renault DP World F1 Team     | Renault R.S.20  | Renault E-Tech 20 1.6 V6 t h      | 17    | 0       | 2      | 119    | 5.      |
| 2021.                      | FIA Svjetsko prvenstvo Formule 1 | McLaren F1 Team              | McLaren MCL35M  | Mercedes V6 t h 1.6               | 22    | 1       | 1      | 115    | 8.      |

### Potpuni popis rezultata
(legenda) (Utrke označene debelim slovima označuju najbolju startnu poziciju) (Utrke označene kosim slovima označuju najbrži krug utrke)
| Sezona | Konstruktor / Momčad                      | 1.      | 2.      | 3.     | 4.      | 5.     | 6.      | 7.     | 8.     | 9.      | 10.    | 11.      | 12.     | 13.     | 14.     | 15.     | 16.    | 17.     | 18.     | 19.     | 20.     | 21.   | 22.    | 23. | Bodovi | Poredak |
| ------ | ----------------------------------------- | ------- | ------- | ------ | ------- | ------ | ------- | ------ | ------ | ------- | ------ | -------- | ------- | ------- | ------- | ------- | ------ | ------- | ------- | ------- | ------- | ----- | ------ | --- | ------ | ------- |
| 2011.  | HRT-Cosworth HRT F1 Team                  | AUS     | MAL     | KIN    | TUR     | ŠPA    | MON     | KAN    | EUR    | VBR 19  | NJE 19 | MAĐ 18   | BEL Ret | ITA NC  | SIN 19  | JAP 22  | KOR 19 | IND 18  | ABU Ret | BRA 20  |         |       |        |     | 0      | 27.     |
| 2012.  | Toro Rosso-Ferrari Scuderia Toro Rosso    | AUS 9   | MAL 12  | KIN 17 | BHR 15  | ŠPA 13 | MON Ret | KAN 14 | EUR 11 | VBR 13  | NJE 13 | MAĐ 15   | BEL 9   | ITA 12  | SIN 9   | JAP 10  | KOR 9  | IND 13  | ABU 10  | SAD 12  | BRA 13  |       |        |     | 10     | 18.     |
| 2013.  | Toro Rosso-Ferrari Scuderia Toro Rosso    | AUS Ret | MAL 18  | KIN 7  | BHR 16  | ŠPA 10 | MON Ret | KAN 15 | VBR 8  | NJE 12  | MAĐ 13 | BEL 10   | ITA 7   | SIN Ret | KOR 19  | JAP 13  | IND 10 | ABU 16  | SAD 11  | BRA 10  |         |       |        |     | 20     | 14.     |
| 2014.  | Red Bull-Renault Infiniti Red Bull Racing | AUS DSQ | MAL Ret | BHR 4  | KIN 4   | ŠPA 3  | MON 3   | KAN 1  | AUT 8  | VBR 3   | NJE 6  | MAĐ 1    | BEL 1   | ITA 5   | SIN 3   | JAP 4   | RUS 7  | SAD 3   | BRA Ret | ABU 4   |         |       |        |     | 238    | 3.      |
| 2015.  | Red Bull-Renault Infiniti Red Bull Racing | AUS 6   | MAL 10  | KIN 9  | BHR 6   | ŠPA 7  | MON 5   | KAN 13 | AUT 10 | VBR Ret | MAĐ 3  | BEL Ret  | ITA 8   | SIN 2   | JAP 15  | RUS 15  | SAD 10 | MEX 5   | BRA 11  | ABU 6   |         |       |        |     | 92     | 8.      |
| 2016.  | Red Bull-TAG Heuer Red Bull Racing        | AUS 4   | BHR 4   | KIN 4  | RUS 11  | ŠPA 4  | MON 2   | KAN 7  | EUR 7  | AUT 5   | VBR 4  | MAĐ 3    | NJE 2   | BEL 2   | ITA 5   | SIN 2   | MAL 1  | JAP 6   | SAD 3   | MEX 3   | BRA 8   | ABU 5 |        |     | 256    | 3.      |
| 2017.  | Red Bull-TAG Heuer Red Bull Racing        | AUS Ret | KIN 4   | BHR 5  | RUS Ret | ŠPA 3  | MON 3   | KAN 3  | AZE 1  | AUT 3   | VBR 5  | MAĐ Ret  | BEL 3   | ITA 4   | SIN 2   | MAL 3   | JAP 3  | SAD Ret | MEX Ret | BRA 6   | ABU Ret |       |        |     | 200    | 5.      |
| 2018.  | Aston Martin Red Bull Red Bull Racing     | AUS 4   | BAH Ret | KIN 1  | AZE Ret | ŠPA 5  | MON 1   | KAN 4  | FRA 4  | AUT Ret | VBR 5  | NJEM Ret | MAĐ 4   | BEL Ret | ITA Ret | SIN 6   | RUS 6  | JAP 4   | SAD Ret | MEK Ret | BRA 4   | ABU 4 |        |     | 170    | 6.      |
| 2019.  | Renault F1 Team Renault F1                | AUS Ret | BAH 18† | KIN 7  | AZE Ret | ŠPA 12 | MON 9   | KAN 6  | FRA 11 | AUT 12  | VBR 7  | NJEM Ret | MAĐ 14  | BEL 14  | ITA 4   | JAP DSQ | MEK 8  | SAD 6   | BRA 6   | ABU 11  |         |       |        |     | 54     | 9.      |
| 2020.  | Renault DP World F1 Team Renault F1       | AUT Ret | BAH 8   | MAĐ 8  | VBR 4   | 70A 14 | ŠPA 11  | BEL 4  | ITA 6  | TOS 4   | RUS 5  | EIF 3    | POR 9   | EMI 3   | TUR 10  | BAH 7   | SAK 5  | ABU 7   |         |         |         |       |        |     | 119    | 5.      |
| 2021.  | McLaren F1 Team McLaren                   | BAH 7   | EMI 6   | POR 9  | ŠPA 6   | MON 12 | AZE 9   | FRA 6  | ŠTA 13 | AUT 7   | VBR 5  | MAĐ 11   | BEL 4‡  | NIZ 11  | ITA 1   | RUS 4   | TUR 13 | SAD 5   | MEK 12  | SAP Ret | KAT 12  | SAU 5 | ABU 12 |     | 115    | 8.      |

* Sezona u tijeku.

† Odustao, ali klasificiran jer je odvozio više od 90% utrke.

‡ Pola bodova dodijeljeno jer je odvozio manje od 75% utrke.

## Vanjske poveznice
- Daniel Ricciardo na Driver Database